# Demanda Hicksiana
La demanda hicksiana (conocida también como demanda compensada de Hicks), en el marco de la teoría del consumidor, representa las variaciones en la cantidad demandada de un bien cuando varía el precio del mismo, ajustándose el ingreso o renta nominal del consumidor con el fin de que la utilidad (o curva de indiferencia) se mantenga constante en la misma posición del precio inicial, vale decir, a diferencia de la proposición marshalliana, Hicks asume que el ingreso o renta real debe permanecer constante, existiendo por lo tanto un cambio en la relación de precios de los bienes ex ante que tenía el consumidor.
La demanda de Hicks es la demanda de un consumidor sobre un conjunto de bienes que minimiza su gasto al tiempo que ofrece un nivel fijo de utilidad. Es en realidad una función, que se conoce como la función de demanda de Hicks o  función de demanda compensada. La función obtiene su nombre de John Hicks.
{\displaystyle h(p,{\bar {u}})=\arg \min _{x}\sum _{i}p_{i}x_{i}}
{\displaystyle {\rm {tal\ que}}\ \ u(x)\geq {\bar {u}}}

## Relación con otras funciones
Las funciones de demanda de Hicks son a menudo convenientes para la manipulación matemática, ya que no requieren que el ingreso o la riqueza del consumidor sean representadas. Además, la función a minimizar es lineal en {\displaystyle x_{i}}, por lo que el problema de optimización se simplifica. Sin embargo, la demanda marshalliana en la forma del {\displaystyle x(p,w)} que describe la cantidad demandada dado p y un ingreso w son más fáciles de observar directamente.
{\displaystyle h(p,u)=x(p,e(p,u)),\ }
{\displaystyle h(p,v(p,w))=x(p,w),\ }
La función de demanda de Hicks está íntimamente relacionada con la función de gasto. Si el consumidor es una función de utilidad función convexa
{\displaystyle h(p,u)=\nabla _{p}e(p,u).}

## La demanda hicksiana y los cambios de precios compensados
Las curvas de demanda marshalliana con pendiente descendente muestran el efecto de los cambios en los precios sobre la cantidad demandada. A medida que sube el precio de un bien, presumiblemente la cantidad del bien demandado disminuirá, manteniendo la riqueza y otros precios constantes. Sin embargo, este precio cambia debido tanto al efecto de ingreso como al efecto de sustitución. El efecto de sustitución es un cambio de precio que altera la pendiente de la restricción presupuestaria pero deja al consumidor en la misma curva de indiferencia (es decir, en el mismo nivel de utilidad). Por este efecto, el consumidor se postula para sustituir el bien que se convierte comparativamente menos costoso. Si el bien en cuestión es un bien normal, entonces el efecto ingreso del aumento en el poder adquisitivo a partir de una caída del precio refuerza el efecto de sustitución. Si el bien es un bien inferior, entonces el efecto de ingreso compensará en algún grado el efecto de sustitución.
La función de demanda hicksiana también tiene pendiente descendente, pero aísla el efecto de sustitución al suponer que el consumidor recibe una compensación lo suficientemente exacta como para comprar un paquete en la misma curva de indiferencia. La demanda de Hicks ilustra la nueva canasta de consumo del consumidor después del cambio de precio, al tiempo que recibe una compensación que permite al consumidor estar tan feliz como antes (para mantenerse en el mismo nivel de utilidad). Si la función de demanda de Hicks es "más pronunciada" que la demanda de Marshall, el bien es un bien normal; de lo contrario, lo bien es inferior.